# Orbiquet
L'Orbiquet est une rivière du pays d'Auge dans le département français du Calvados, dans la région Normandie, affluent droit du fleuve la Touques.

## Géographie

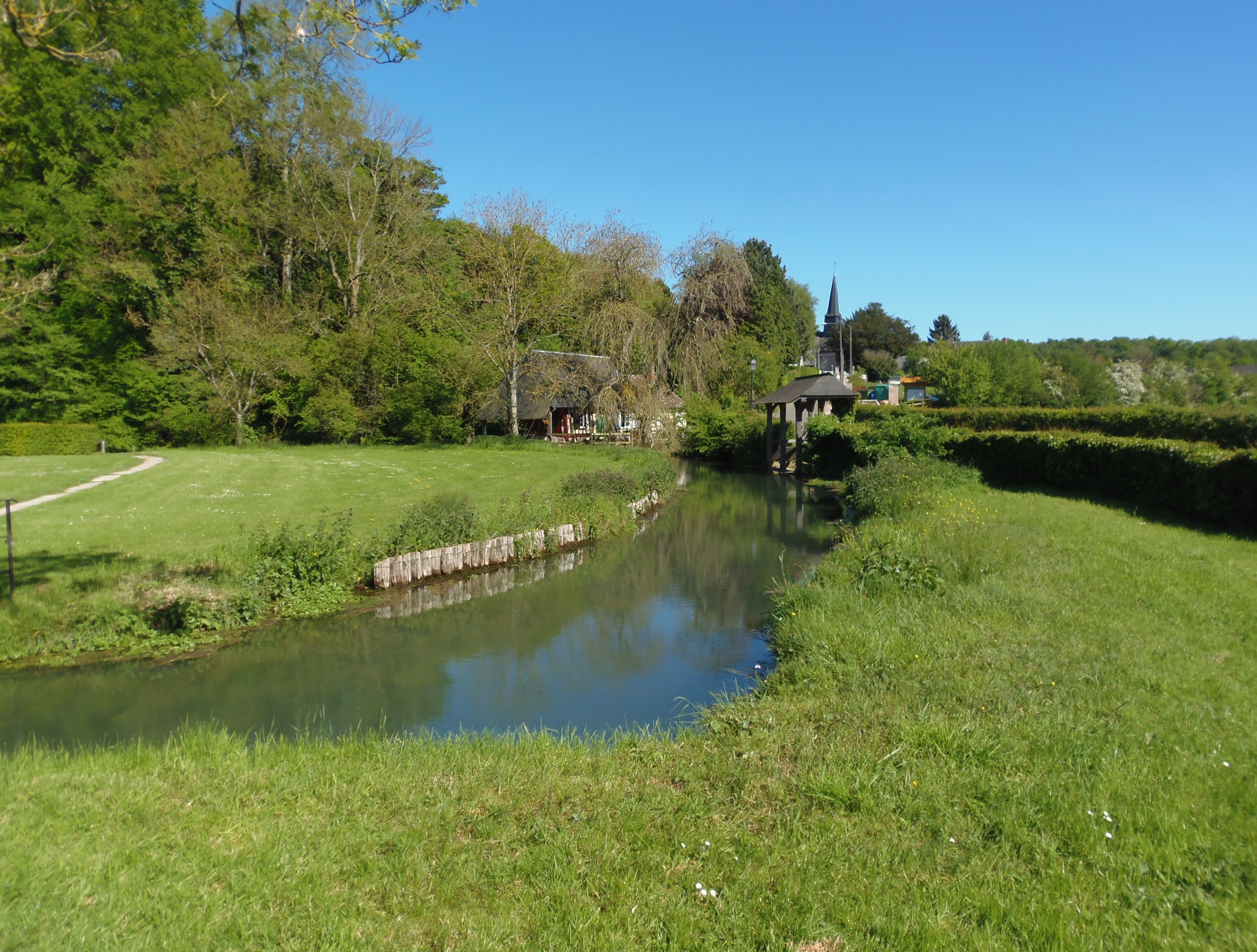
L'Orbiquet à sa source sur la commune de La Folletière-Abenon.

Longue de 30 kilomètres, cette rivière naît à La Folletière-Abenon, au sud d'Orbec, oriente immédiatement son cours vers le nord-ouest, rejoint Lisieux par une vallée encaissée, avant de confluer dans cette même ville avec la Touques.

## Hydrogéologie
Sa source est une exsurgence karstique qui en période de crue peut « cracher » une gerbe d'un mètre de haut ou plus. Le débit moyen de la source est d'environ 450 l/s, ce qui en fait la quatrième source vauclusienne de France.
Avant de jaillir à La Folletière-Abenon, l'Orbiquet serait alimentée par au moins deux cours d'eau souterrains.
Les diverses explorations par des plongeurs spéléologues depuis plus de 30 ans ont permis de reconnaître 815 mètres de galeries en deux branches. Le réseau hydrographique souterrain s'étendrait plus loin. Dès sa sortie, l'Orbiquet est si puissant qu'il faisait tourner, à moins de soixante mètres de la source, un moulin construit au XVIIIe siècle dont il ne reste que la roue, restaurée par le conseil général du Calvados.
L'émergence de l'Orbiquet est explorée (en septembre 2014) sur environ 1 030 mètres. Elle est composée de dix siphons et de neuf salles ou cloches. La galerie se développe à une profondeur moyenne de six mètres. Elle est ponctuée en plusieurs points par des rétrécissements et des effondrements ponctuels. Le réseau n'est pas complètement exploré et il reste sans doute plusieurs centaines de mètres à découvrir.

### Communes et cantons traversés
Dans le seul département du Calvados, l'Orbiquet traverse les onze communes suivantes, de l'amont vers l'aval, de La Folletière-Abenon (source), Orbec, Saint-Martin-de-Bienfaite-la-Cressonnière, La Chapelle-Yvon, Valorbiquet, Saint-Denis-de-Mailloc, Saint-Martin-de-Mailloc, Le Mesnil-Guillaume, Glos, Beuvillers, Lisieux (confluence).
Soit en termes de cantons, l'Orbiquet prend source dans le canton de Livarot, traverse le canton de Mézidon-Canon et conflue dans le canton de Lisieux, dans l'arrondissement de Lisieux.
l'Orbiquet est dans la Communauté d'agglomération Lisieux Normandie.

### Toponymes
L'Orbiquet a donné son hydronyme à l'ancienne commune d'Orbec et la nouvelle commune de Valorbiquet. 

### Bassin versant
L'Orbiquet traverse les sept zones hydrographiques suivantes de « L'Orbiquet de sa source au confluent du ruisseau des Terres Noires (inclus) », « La Courtonne du confluent du ruisseau de Courtonnel (inclus) au confluent de l'Orbiquet (exclu) », « L'Orbiquet du confluent du ruisseau des Bellières (exclu) au confluent de la Courtonne (exclu) », « L'Orbiquet du confluent du ruisseau des Terres Noires (exclu) au confluent du ruisseau des Bellières (inclus) », « La Touques du confluent de l'Orbiquet (exclu) au confluent du Cirieux (exclu) », « L'Orbiquet du confluent de la Courtonne (exclu) au confluent de la Touques (exclu) », « La Touques du confluent du ruisseau de Lecange (exclu) au confluent de l'Orbiquet (exclu) ».

### Organisme gestionnaire
L'organisme gestionnaire est le syndicat mixte du bassin versant de la Touques.

## Affluents
L'Orbiquet a seize tronçons affluents référencés, dont quatre ont une longueur supérieure à 5 km, le Ruisseau de la Bigotière (rg), 17 km sans affluent donc de rang de Strahler un, la Courtonne (rd), principal affluent, 17 km avec treize affluents et de rang de Strahler trois, le Ruisseau des Terres Noires (rg), 8 km avec trois affluents et de rang de Strahler deux, le Ruisseau de la Vallee Verrier (rg), 5 km avec deux affluents et de rang de Strahler deux.

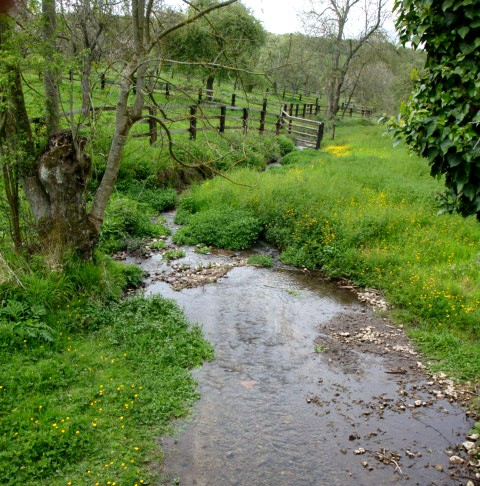
Ruisseau de la Fontaine du Noyer à Tordouet.
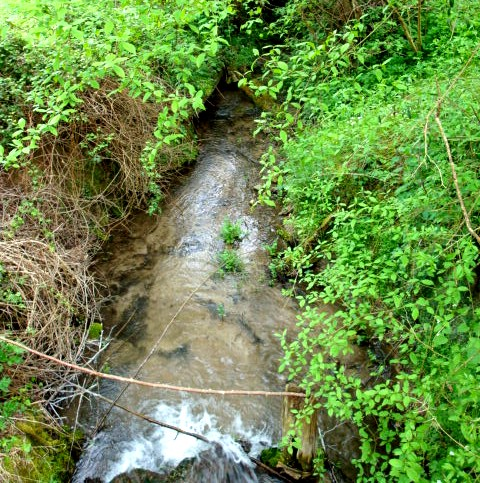
Ruisseau de la vallée Verrier à Tordouet.
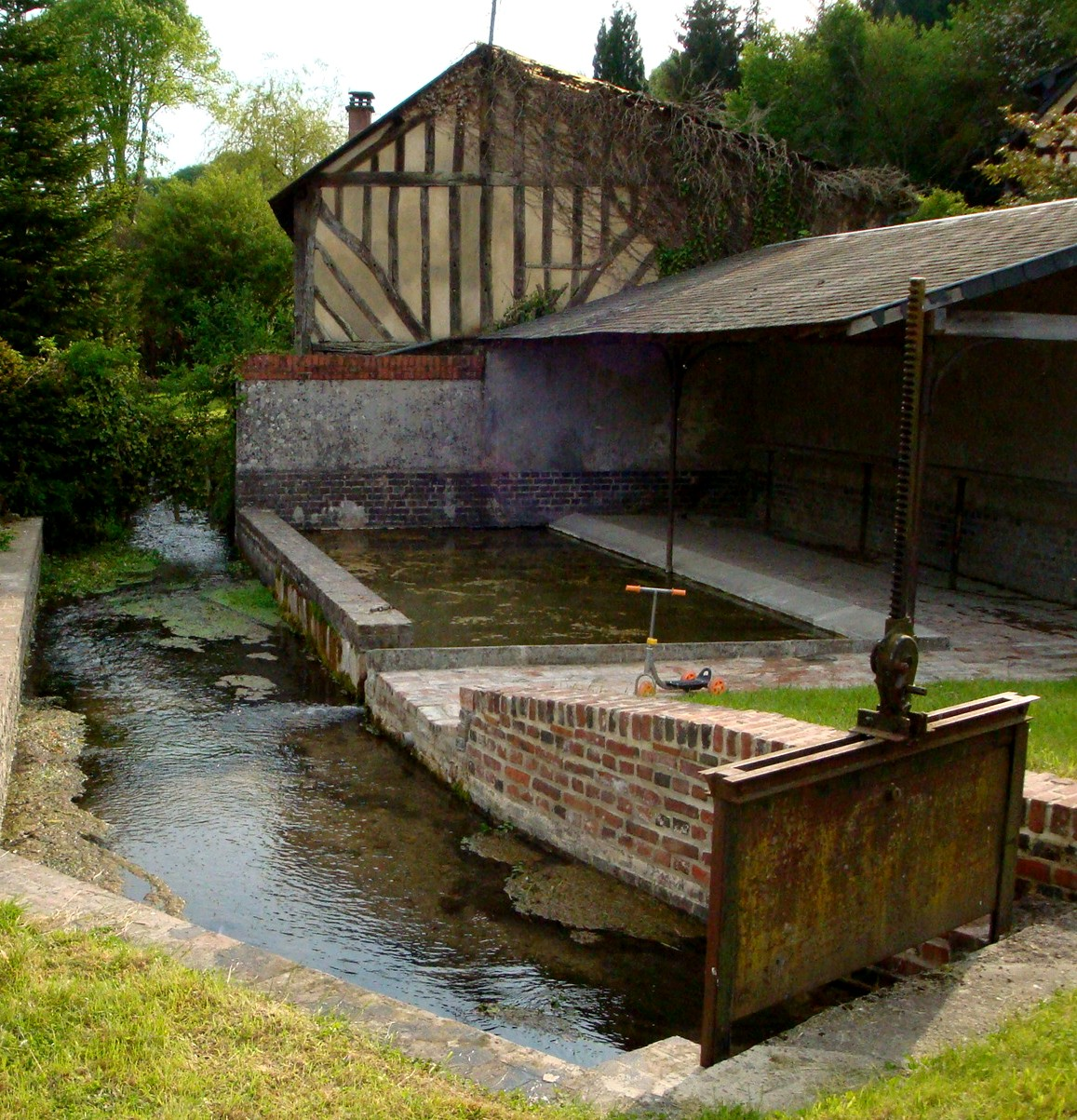
Le ruisseau de la Fontaine Vas à Tordouet.

Parmi les douze autres affluents de moins de 5 km, on peut citer le Ruisseau du Val 4 km, avec un affluent et de rang de Strahler deux, le Ruisseau des Bellières 3 km sans affluent, le Douet Coquet 2 km sans affluent, le Ruisseau de la Boutillerie 3 km sans affluent, le Douet du Carrelet 4 km avec deux affluents et de rang de Strahler deux, et le Fossé 03 de la Haute Folie, 2 km avec un seul affluent mais de rang de Strahler trois.

### Défluent
Le Graindin est un bras de décharge de l'Orbiquet. Il se détache à Lisieux, peu après la traversée de Beuvillers, pour se jeter dans la Touques, environ 200 m en amont du confluent de l'Orbiquet.

### Rang de Strahler
Le rang de Strahler de l'Orbiquet est donc de quatre par la Courtonne.

## Hydrologie
Le régime est dit pluvial océanique.

## Aménagements et écologie

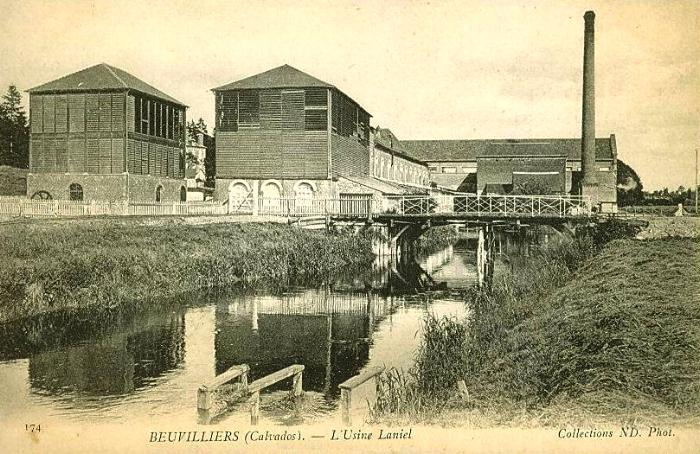
L'usine Laniel à Beuvillers
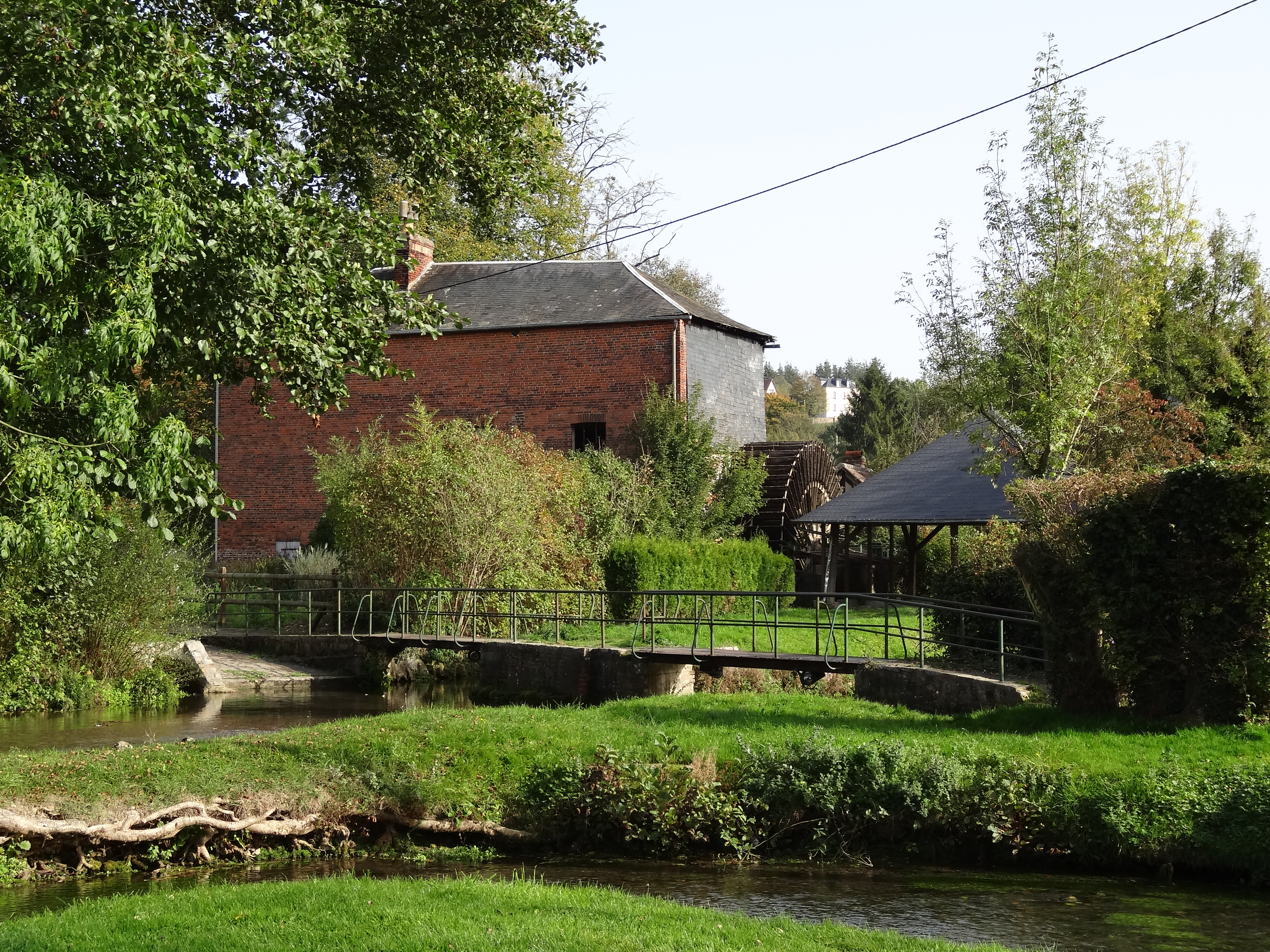
Orbec, ancien moulin à blé dit le « Petit Moulin » daté du XIXe siècle, acquis par la ville en 1882 pour y installer son service des eaux.

## Légende
À La Folletière-Abenon, une légende prétend que de nombreux feux follets sortaient de la source. C'est de là qu'est tiré le nom de la commune de La Folletière.

## Galerie

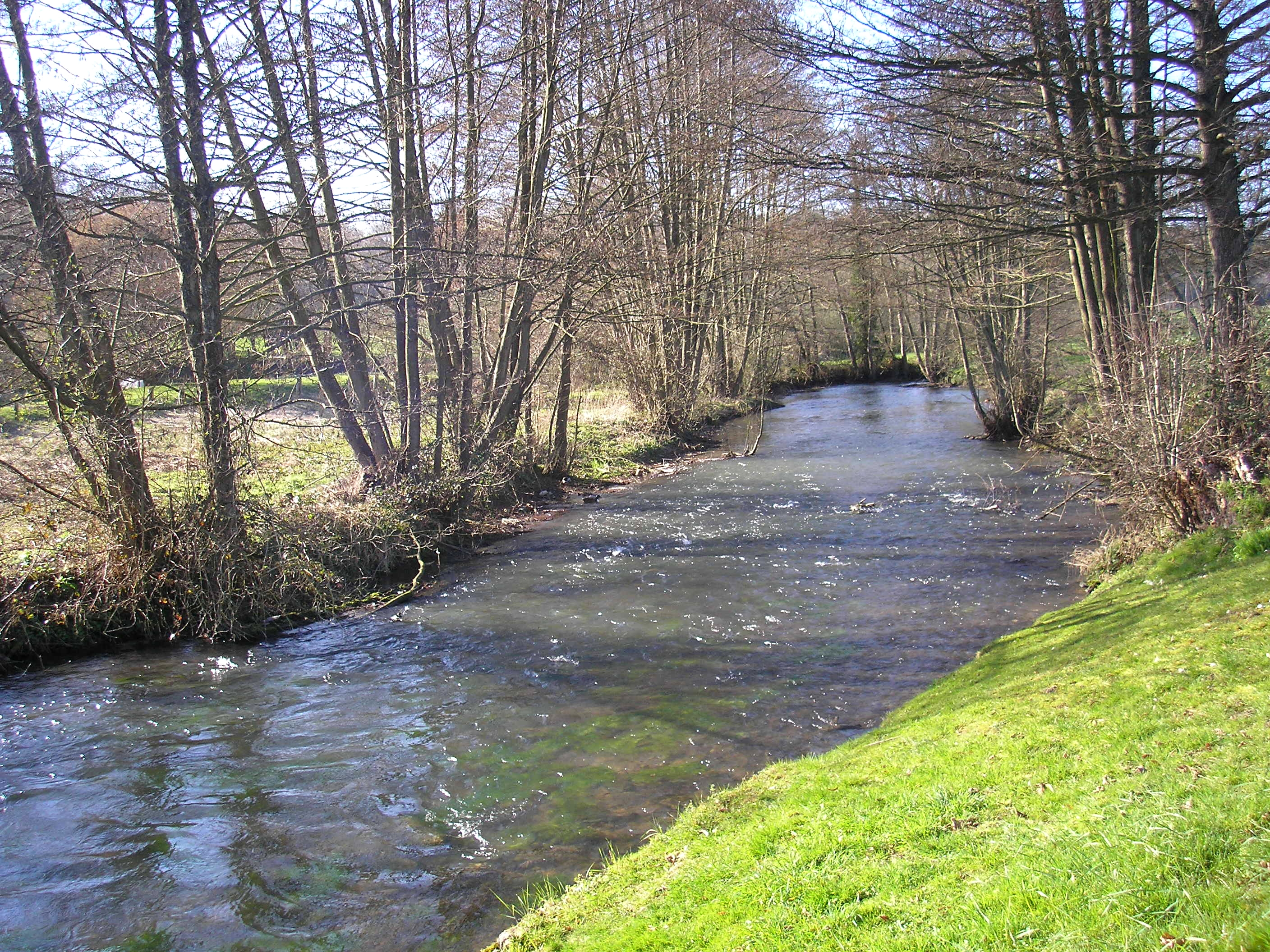
L'Orbiquet au Mesnil-Guillaume.
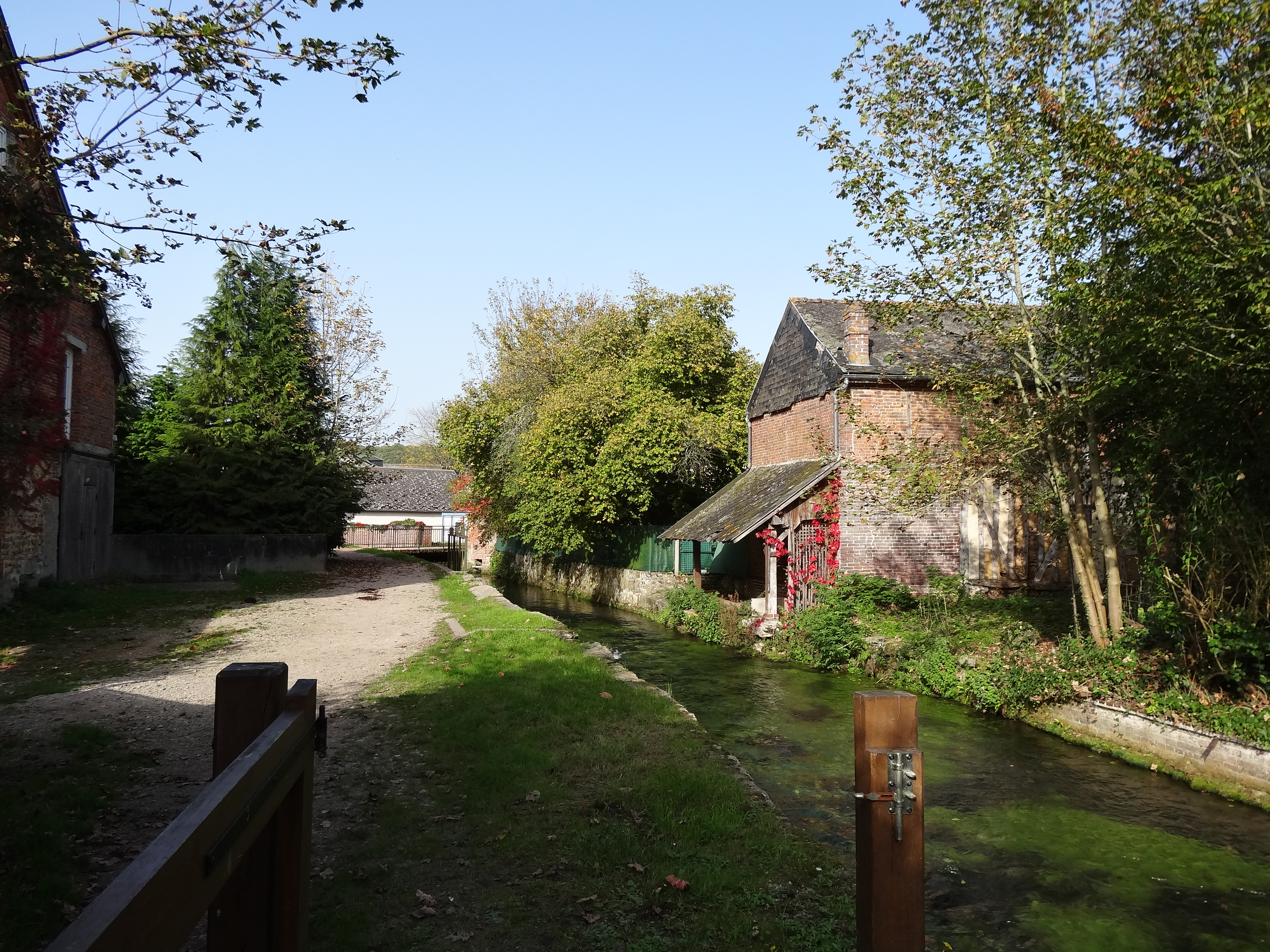
Orbec, traversé par l'Orbiquet.
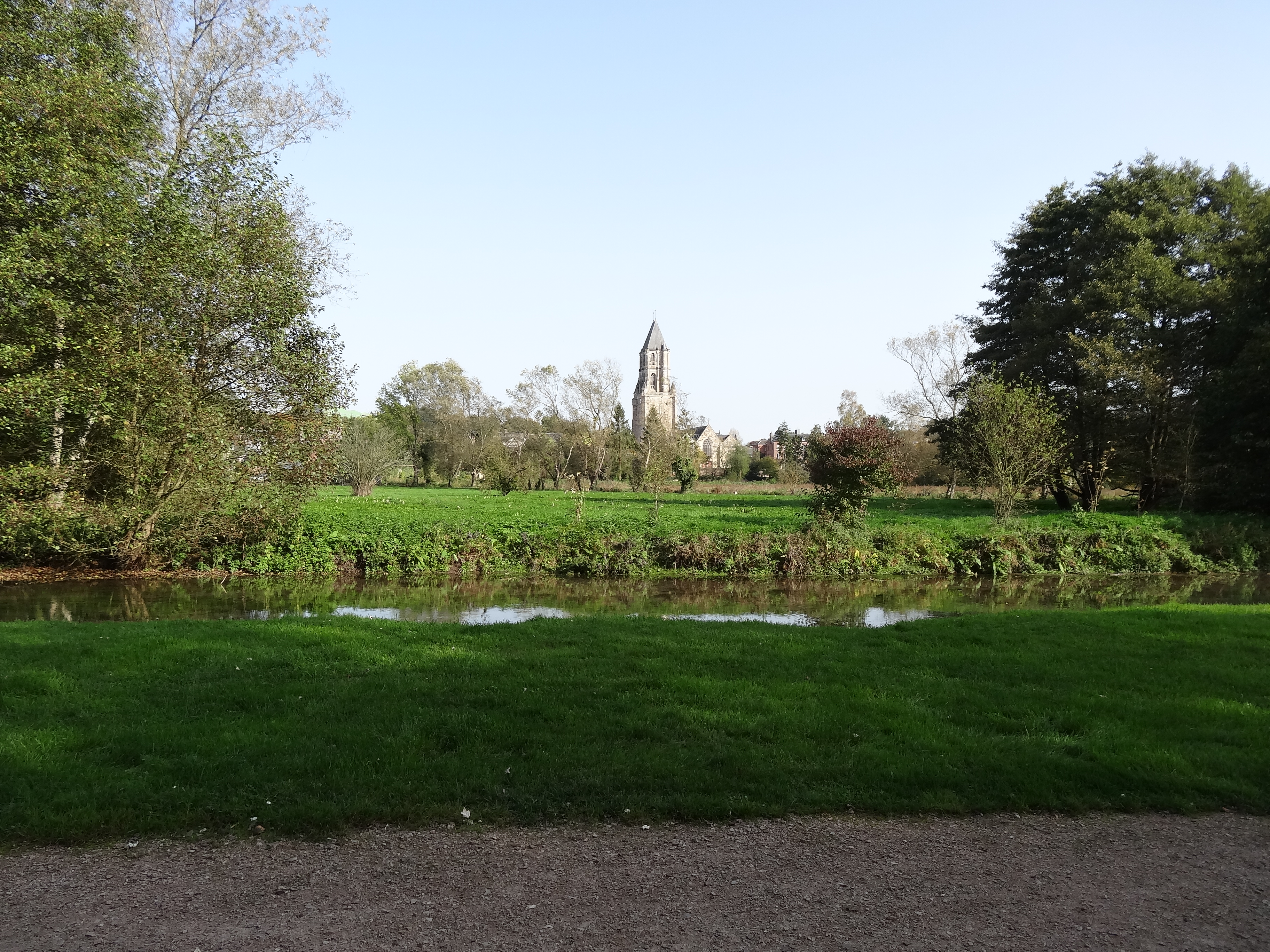
Orbec, l'église Notre-Dame vue du jardin public traversé par l'Orbiquet.
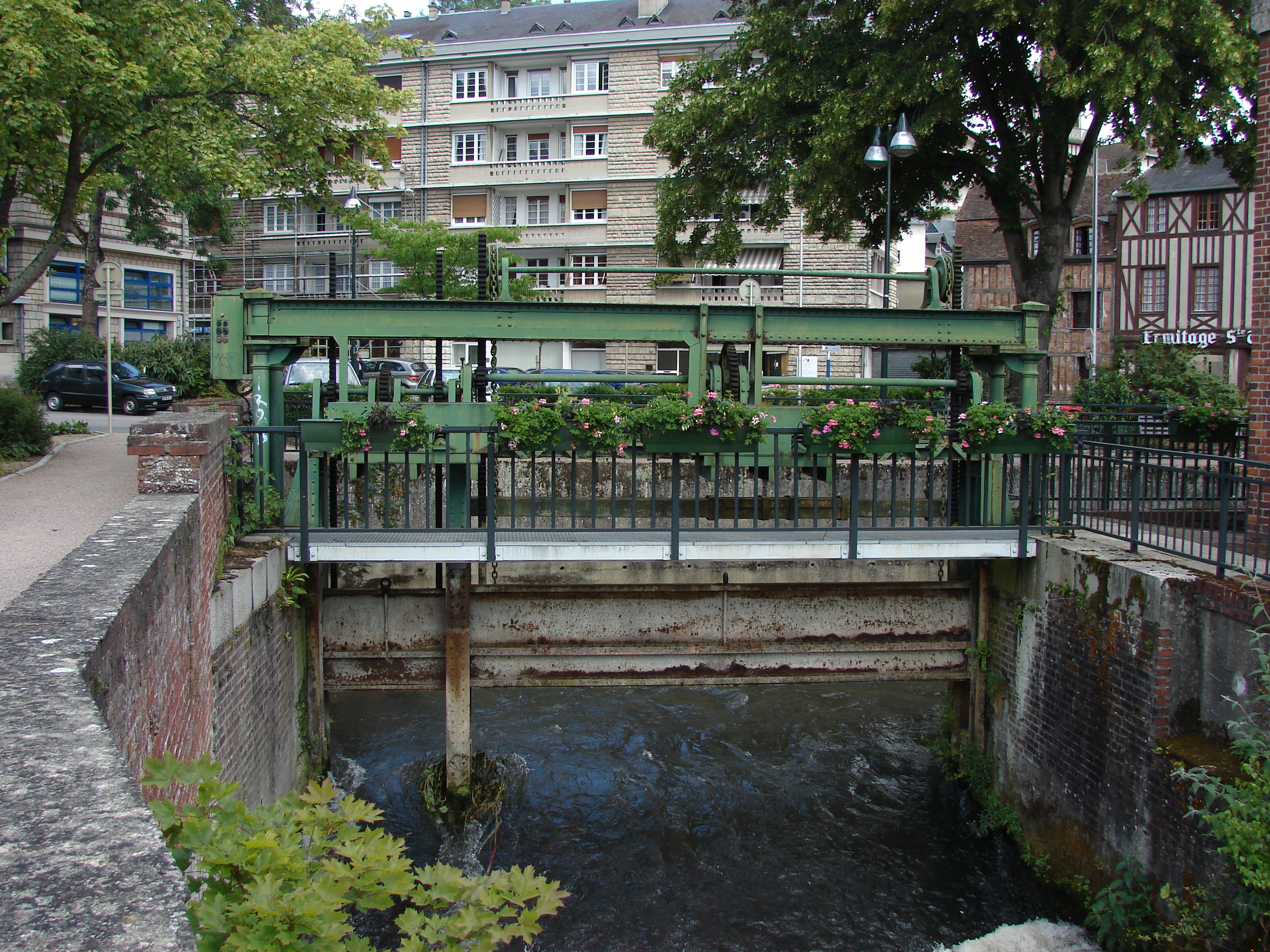
L'orbiquet à Lisieux, commune de confluence.